# Semallé
Semallé település Franciaországban, Orne megyében. Lakosainak száma 364 fő (2022. január 1.). Semallé Larré, Villeneuve-en-Perseigne, Chenay, Valframbert, Écouves és Hauterive községekkel határos.

## Népesség
A település népessége az elmúlt években az alábbi módon változott:
| Lakosok száma | 388  | 372  | 373  | 352  | 344  | 338  | 333  | 348  | 364  |
|               | 2013 | 2015 | 2016 | 2017 | 2018 | 2019 | 2020 | 2021 | 2022 |